# 李彻 (濮阳郡王)
李彻（?—?），唐朝宗室，虢王李鳳的孙子，東莞郡公李茂融的儿子。
李茂融在武则天时被杀，神龙元年（705年）李彻袭封东莞郡公。开元五年（717年），唐玄宗下诏以李彻出继叔祖父密王李元晓，改封为嗣密王。开元十二年（724年），改封濮阳郡王，开元二十五年（737年），任宗正卿、金紫光禄大夫，去世。唐玄宗曾经派他祭祀北岳。